# 里肯巴赫
里肯巴赫是德国巴登-符腾堡州的一个市镇。总面积34.65平方公里，总人口3842人，其中男性1934人，女性1908人（2011年12月31日），人口密度111人/平方公里。